# Bernhard Ruf (Politiker)
Bernhard Ruf (* 27. Mai 1976 in Neunkirchen in Niederösterreich) ist ein österreichischer Politiker der Österreichischen Volkspartei (ÖVP). Seit 2014 ist er Bürgermeister von Bad Hall und seit dem 25. Jänner 2024 vom Oberösterreichischen Landtag entsandtes Mitglied des Bundesrates.

## Leben

### Ausbildung und Beruf
Ruf besuchte nach der Volksschule St. Florian bei Linz das Gymnasium der Abtei Schlierbach, wo er 1994 maturierte. Danach studierte er 1994/95 an der Pädagogischen Akademie der Diözese Linz, 1995 begann er ein Lehramtsstudium an der Universität Graz, das er 2001 als Magister abschloss. 2001/02 absolvierte er den Zivildienst.
Von 2003 bis 2013 unterrichtete er Deutsch und Latein am Europagymnasium Baumgartenberg und ab 2013 am Bundesgymnasium und Bundesrealgymnasium (BG und BRG) Steyr.

### Politik
Ab November 2003 gehörte er dem Gemeinderat der Stadtgemeinde Bad Hall an, wo er im November 2009 Vizebürgermeister und im Februar 2014 Bürgermeister wurde. Im November 2023 wurde er Bezirksparteiobmann der ÖVP Steyr-Land. Nach dem Wechsel von Alexandra Platzer in den Landtag rückte er für sie im Jänner 2024 im Bundesrat nach. Am 15. Februar 2024 wurde er im Bundesrat angelobt.